# バーニー・ビガード

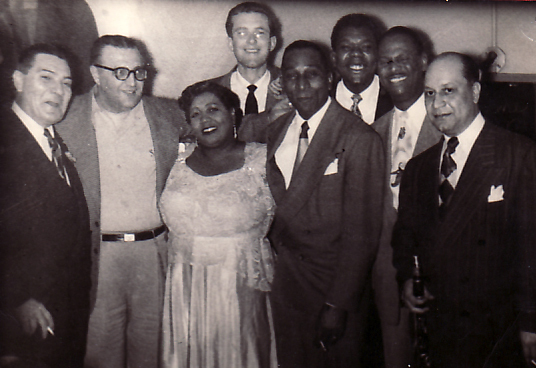
左から、ジャック・ティーガーデン、サンタ・デ・サンティス、ヴェルマ・ミドルトン、フレイザー・ マクファーソン、コージー・コール、アーヴェル・ショウ、アール・ハインズ、バーニー・ビガード。1951年3月17日、パロマ・サパー・クラブにて

バーニー・ビガード（Barney Bigard、本名：オールバニー・レオン・ビガード、1906年3月3日 - 1980年6月27日）は、アメリカ人のジャズ・クラリネット奏者、元来はテナー・サクソフォーン奏者であるが、主にクラリネットで知られており、とくにデューク・エリントン楽団でのソロイストとして定評がある。

## 来歴
ビガードはニューオーリンズに生まれ、音楽とクラリネットとをロレンツォ・ティオに学んだ。
1920年代初期にシカゴへ移り、そこでキング・オリヴァーらと演奏をした。この期間、クラリネット奏者ジョニー・ドッズを含むキング・オリヴァーらと行った録音の多くで、ビガードはテナー・サクソフォーンを担当し、その演奏には、たとえばオリヴァーの大当たりした録音「サムデイ・スウィートハート」に見られるように、しばしば卓越した叙述味が感じられた。
1927年にニューヨークでデューク・エリントンの楽団に入り、1942年までニューヨークに留まった。エリントンの楽団では、クラリネットのソロイストとしてフィーチャーされ、さらにサクソフォーン・セクションで多少のテナー・パートを吹いた。
エリントンの楽団を去った後、カリフォルニア州ロサンゼルスに移り、サウンドトラックの演奏をした。その中には、1947年の映画『ニューオーリンズ』で、ルイ・アームストロングが率いるオールスター・バンドのメンバーとして、ビガードは本人役で準主役を演じたこともあった。
1940年代の終わりの期間は、トロンボーン奏者キッド・オリーのバンドで演奏活動を始め、その後、ルイ・アームストロングの巡業楽団「オール・スターズ」やその他の楽団で、アームストロングと共演した。
ビガードは自伝『With Louis And The Duke』を記している。また、いくつかの曲、とりわけエリントンのスタンダード「ムード・インディゴ」では、作曲者または共同作曲者として著作権表示された。
1980年6月27日、カリフォルニア州カルバーシティーで死去した。

## 参照
1. ↑  Bigard, Barney (1986). With Louis and the Duke. New York: Oxford University Press. pp. p. 6